# Geumsan-myeon, Gimje
Geumsan-myeon (koreanska: 금산면) är en socken i den sydvästra delen av Sydkorea,  210 km söder om huvudstaden Seoul.  Den ligger i kommunen Gimje i provinsen Norra Jeolla. 